# Pompeo Leoni

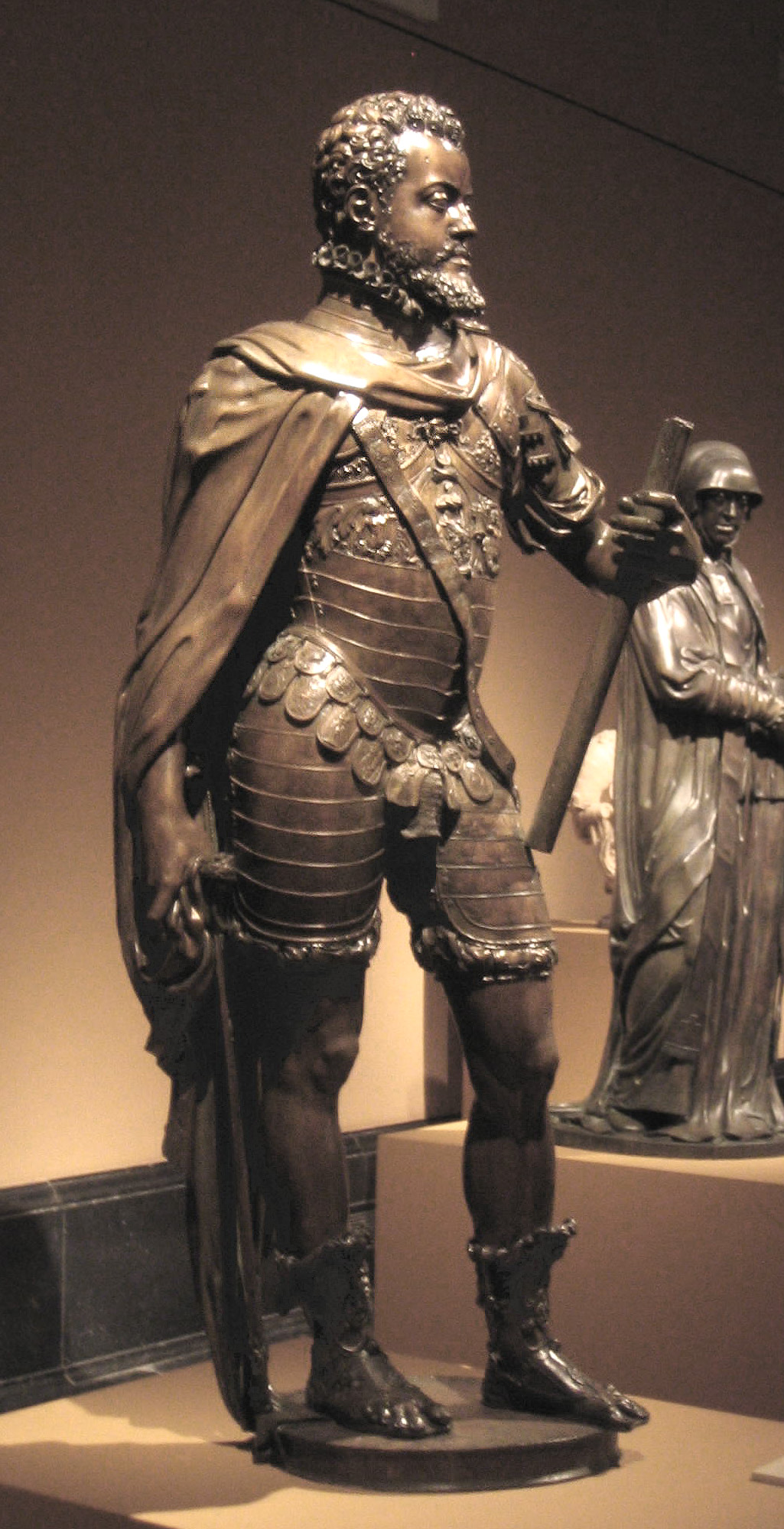
Staty över Filip II av Spanien, daterad till mellan 1551 och 1553

Pompeo Leoni, född omkring 1533, död 9 oktober 1608, var en huvudsakligen i Spanien verksam konstnär. Han var son till Leone Leoni och far till Miguel Angel Leoni.
Tillsammans med fadern utförde han för Filip II av Spaniens räkning ett flertal skulpturer som befinner sig i Madrid och Escorial. Bland hans övriga verk märks bronsarbeten för kyrkor i Valladolid.